# Mycetophila curtisi
Mycetophila curtisi är en tvåvingeart som beskrevs av Tonnoir och Edwards 1927. Mycetophila curtisi ingår i släktet Mycetophila och familjen svampmyggor. Inga underarter finns listade i Catalogue of Life.